# Cappella di San Rocco (Exilles)
La Cappella di San Rocco e San Sebastiano è un luogo di culto cattolico romano situato nel comune di Exilles, nella città metropolitana di Torino. Si tratta dell'ultima chiesetta privata sita sul territorio exillese.

## Storia
La cappella dedicata a San Rocco e San Sebastiano fu edificata nel 1660 da Pierre Odiard fu Jean, all'epoca Console di Exilles.
Pierre Odiard, fece testamento ai figli Jacques-Louis e Jean-Baptiste il 25 maggio del 1669 con l'obbligo di tutelare la fabbrica, conservarla in buono stato con operazioni di manutenzione a proprio carico e di celebrare ogni anno la Santa Messa il giorno della festa di Sant'Anna. In seguito però, la chiesetta fu abbandonata rischiando di finire in rovina. Questo finché un discendente della famiglia, Louis Odiard fu Simon, si fece carico di alcuni interventi di consolidamento e ristrutturazione, diventandone l'unico proprietario il 30 marzo 1753 mediante un decreto ufficiale redatto nel palazzo episcopale di Pinerolo. La cappella votiva passò di padre in figlio, di norma il primo figlio maschio, e rimase un bene della famiglia Odiard sino ai primi anni del XX secolo.
Un ulteriore documento ufficiale che è stato conservato riguardante questo edificio risale al 1910 quando il Ministero della Pubblica Istruzione certificò al proprietario del tempo, Carlo Odiard, che tale edificio era "Monumento pregevole di arte e di storia". L'anno seguente, nel 1911, Carlo Odiard morì ed i suoi successori divisero i suoi beni ma nessuno di loro volle occuparsi degli oneri della chiesetta exillese. La fabbrica quindi passò al nipote, figlio della sorella Dauphine Odiard, Alessandro Reymond.
La famiglia Reymond con Alessandro, il figlio Giuseppe Teodoro e poi ancora le nipoti Anita, Angela e Delfina, ne è l'attuale proprietaria.
Attualmente la celebrazione eucaristica al suo interno viene celebrata ogni anno il 16 agosto, ricorrenza di San Rocco.

## Descrizione
La Cappella di San Rocco e San Sebastiano a Exilles è stata edificata con materiali di riuso appartenenti ad un antico edificio di culto molto probabilmente dedicato a San Pietro Apostolo. Questo materiale lapideo viene evidenziato da una serie di bassorilievi raggruppati per temi sulle quattro facciate esterne dell'edificio. Si tratta di arte paleocristiana, una produzione artistica risalente a quella serie di secoli che intercorrono tra la nascita del Cristianesimo e il VI secolo d.C. ovvero i primi anni di diffusione del culto in Europa.
Non è da escludere in ogni caso la presenza di arte pagana e quindi ancor più antica.
La Chiesetta a impianto romanico presenta un volume contenuto, un unico locale costruito in muratura portante. I muri hanno uno spessore di circa 60 centimetri e la facciata principale dalla quale si accede all'interno è rivolta ad est. Sul lato opposto, quello a ovest, un'abside appena pronunciata sporge di circa 35 centimetri. Il manto di copertura in lose irregolari a spacco naturale è dominato da una torretta campanaria alta circa 1,60 metri e viene sorretto da un sistema ligneo alla piemontese.